# Kotišina (kaštel)
Kotišina je kaštel (tvrđava), u Kotišini, Grad Makarska.

## Opis
Kaštel u Kotišini izgrađen je sredinom 17. stoljeća tijekom Kandijskog rata. Prirodne stijene ograđene su visokim zidom te je tako nastala višekatna građevina nepravilnog tlocrta koja se sastoji od dvije odvojene prostorije, visinski denivelirane u prizemlju, a međusobno povezane u nivou prvog kata. Na pročelnoj strani kaštela nalaze se puškarnice na svim nivoima i manja mašikula. U prizemlju su novija vrata na luk, dok su na katu vrata s kamenim nadvojem. Ulaz u sjeverni dio kaštela je na drugom nivou, nekad je bio dobro sakriven predziđem koje je postojalo pred kaštelom i čiji su ruševni ostaci još sačuvani. Kaštel je imao jednostrešni krov pokriven kamenim pločama koji nije sačuvan.

## Zaštita
Pod oznakom Z-4880 zavedena je kao nepokretno kulturno dobro - pojedinačno, pravna statusa zaštićena kulturnog dobra, klasificirano kao "profana graditeljska baština".

## Vanjske poveznice
- Botanički vrt Kotišina  Arhivirana inačica izvorne stranice od 19. rujna 2020. (Wayback Machine) Grad Makarska